# 三木市立自由が丘東小学校
三木市立自由が丘東小学校（みきしりつ じゆうがおかひがししょうがっこう）は、兵庫県三木市志染町四合谷にある公立小学校である。

## 概要
1982年4月1日に、自由が丘小学校から分離して開校した公立小学校である。また、とんど集会を行っている数少ない小学校の一つである。

### 校章
「自由」と「東」字をデザイン化して、単純化したもの。外側の円で１つの輪を表し、その中で東っ子が仲良く、助け合い・励ましあって生活していることを表現している。丸みのある形は円満さと優しさを強調している。「自」と「由」互いに支えあい共に伸びていく姿を現し、東を支えて末来の希望を表現している。また、黒で力づよさ・たくましさを表している。

### 生徒が生活面で大切にしていること
ひ・・一人一人を大切にしよう
が・・頑張る気持ちを大切にしよう
し・・時間を大切にしよう
っ・・強い心でルールを大切にしよう
こ・・ことば・あいさつを大切にしよう
自由東小学校では、生徒のことを「東っ子」(ひがしっこ)と呼称している。

### 創立記念キャラクター
平成24年度に創立30周年記念行事行った際に、記念キャラクターを制作することになった。当時、山の造成地にキジがやってくることがあり、そのキジを元に記念キャラクターを作成。名前は男の子が「キッチ君」女の子が「キッコちゃん」である。このキャラクターは令和4年度にキャラクターが「ふうすけ」に変更されるまで10年間使用され続けた。現在でも校門横のトイレに絵が描かれている。
令和4年度には、創立40周年を迎えた際の記念キャラクターとして、児童が夏休み期間中に宿題としてキャラクターを作成することになり、児童の投票により、「ふうすけ」というキャラクターに決定された。生徒会によりふうすけと共に挨拶をしていた期間もあった。

## 個人情報外出
2023年4月に、教員が誤って自由が丘東小学校内の共有フォルダに、小学3年生(現:卒業生)の個人情報（成績・生年月日など）を入れてしまったもの。2023年6月に、児童が、個人情報の入ったフォルダを見つけて、教員に報告。その後、2日後に、教員が卒業生全員である45名の家庭を訪問して、謝罪を行った。

## 沿革
- 1982年
  - 4月1日:自由が丘小学校より分離して開校される
  - 4月7日:新校舎竣工式
  - 4月8日:竣工式（開校宣言日）
  - 8月8日:プール竣工式
- 2000年9月23日:コンピューター室設置
- 2013年
  - 10月14日:トイレ改修工事
  - 10月27日:教室に空調機器設置

## 教育目標
「考える子・助け合う子・強い子」という教育目標がある。こちらの教育目標は、校長が変わるごとに変更されているが、変更されない場合もある。

## クラス
クラスは、1学年〜6学年までで、1学年及び2学年以外は全ての学年で2組まである。

### 特別支援学級
自由が丘東小学校には、特別支援学級が存在しており、現在では、3クラス存在する。そして、自由が丘東小学校で初の特別支援学級の名前は、心学級という。現在では、その名前は廃止されており、現在は、[あゆみ][のぞみ][ひかり]の3種類がある。
また、2020年（令和2年）までは、東校舎2階に「わかば学級」も存在していた

## 学校行事
- 4月 入学式・離任式
- 5月(6月の場合もある) 運動会
- 9月 自然学校(林間学校)
- 11月 修学旅行
- 1月 とんど集会
- 3月 卒業式

### とんど集会
毎年1月にとんど集会が行われる。とんど集会では、冬休みの宿題で描いた「習字」や、お正月飾りなどを焼く。

## 通学区域
- 三木市[1]
  - 志染町の内東自由が丘1丁目、2丁目及び3丁目の内354番地、377番地から595番地まで及び610番地の1の一部の地番の区域、中自由が丘2丁目、四合谷の内1番地から82番地までの地番及び614番地の地番の区域

## 進学先中学校
- 公立学校は、三木市立自由が丘中学校に進学する[1]。

## 周辺

### 周辺の施設
- 緑ヶ丘幼稚園（現：自由が丘東小学校アフタースクール）
- 鎮守の杜（神社）（関係者以外立入禁止）
- マーテッグ株式会社（西日本物流センター）
- りんどうの里（高齢者ファミリーサポートセンター）
- Auto passion（中古自動車販売店）

### 周辺の公園
- 自由が丘第6公園
- 自由が丘東公園

### 周辺の道路
- 三木市道自由が丘窟屋線

## 通学区域が隣接している学校
- 三木市立自由が丘小学校
- 三木市立志染小学校
- 三木市立緑が丘小学校
- 三木市立広野小学校